# Campeonato Sub-20 de la OFC 1998
El Campeonato Sub-20 de la OFC 1998 se jugó en Apia, Samoa del 15 al 24 de agosto y contó con la participación de 8 selecciones juveniles de Oceanía.
Australia venció en la final a Fiyi para ganar el título por novena ocasión.

## Participantes
| - Australia - Samoa Americana - Fiyi - Nueva Zelanda | - Samoa (anfitrión) - Islas Salomón - Tonga - Vanuatu |

## Fase de grupos

### Grupo A
| País      | J | G | E | P | GF | GC | GD  | Pts |
| --------- | - | - | - | - | -- | -- | --- | --- |
| Australia | 3 | 3 | 0 | 0 | 18 | 0  | +18 | 9   |
| Fiyi      | 3 | 2 | 0 | 1 | 11 | 3  | +8  | 6   |
| Samoa     | 3 | 1 | 0 | 2 | 1  | 12 | –11 | 3   |
| Tonga     | 3 | 0 | 0 | 3 | 1  | 16 | –15 | 0   |

| 15 de agosto | Australia | 2–0 | Fiyi      |
|              | Samoa     | 1–0 | Tonga     |
| 18 de agosto | Australia | 8–0 | Tonga     |
|              | Fiyi      | 4–0 | Samoa     |
| 20 de agosto | Samoa     | 0–8 | Australia |
|              | Tonga     | 1–7 | Fiyi      |

### Grupo B
| País            | J | G | E | P | GF | GC | GD  | Pts |
| --------------- | - | - | - | - | -- | -- | --- | --- |
| Islas Salomón   | 3 | 2 | 1 | 0 | 24 | 0  | +24 | 7   |
| Nueva Zelanda   | 3 | 2 | 1 | 0 | 16 | 0  | +16 | 7   |
| Vanuatu         | 3 | 1 | 0 | 2 | 15 | 9  | +6  | 3   |
| Samoa Americana | 3 | 0 | 0 | 3 | 0  | 46 | –46 | 0   |

| 15 de agosto | Nueva Zelanda   | 8–0  | Vanuatu         |
|              | Samoa Americana | 0–23 | Islas Salomón   |
| 17 de agosto | Nueva Zelanda   | 8–0  | Samoa Americana |
|              | Vanuatu         | 0–1  | Islas Salomón   |
| 19 de agosto | Islas Salomón   | 0–0  | Nueva Zelanda   |
|              | Samoa Americana | 0–15 | Vanuatu         |

## Fase final

### Semifinales
| Equipo 1      | Resultado | Equipo 2      |
| ------------- | --------- | ------------- |
| Australia     | 3-2       | Nueva Zelanda |
| Islas Salomón | 1-2       | Fiyi          |

### Tercer lugar
| Equipo 1      | Resultado | Equipo 2      |
| ------------- | --------- | ------------- |
| Nueva Zelanda | 2-1       | Islas Salomón |

### Final
| Equipo 1  | Resultado | Equipo 2 |
| --------- | --------- | -------- |
| Australia | 2-0       | Fiyi     |

## Campeón
| Campeonato Sub-20 de la OFC 1998 |
| -------------------------------- |
| Bandera de Australia             |
| Australia 9º Título              |

## Clasificados al Mundial Sub-20
Australia